# Гарен де Монтегю
Гарен (Гверін) де Монтегю (фр. Garin de Montaigu; д/н — 1227/1228) — 13-й великий магістр ордену госпітальєрів в 1207—1227/1228 роках. Тривалий час помилково вважався братом Педро де Монтеагудо.

## Життєпис
Походив з пуатуського (за іншими відомостями — овернського) шляхетського роду. Замолоду став членом ордену госпітальєрів. Перед обранням великим магістром 1207 року обіймав посаду маршала ордену. Брав участь у війнах Кілікійського царства проти конійських султанатів сулейман-шаха і Кей-Кавуса I.
Також у 1207—1219 роках підтримував Раймунда-Рубену в боротьбі за Антіохійське князівство. За це орден отримав місто Бібл, замок ла-В'єй та 200 безантів ренти. Водночас госпітальєри забрали значного впливу в Кілікії, де отримано землі й створено командорство Вірменії. Але було втрачено усі володіння у графстві Триполійському.
Проте завдяки підтримці Папського престолу орден госпітальєрів компенсував собі володіннями, отриманими в королівстві Кіпр, в графства Яффа і Едесса, містами в Священній Римській імперії — Хатцендорф, Зехау, Аспах, Фельдкірх, Морбах, землями в Каринтії і Славонії (королівство Угорщина), Лангедоці, Бургундії, Беарні.
У 1217—1221 роках Гарен де Монтегю брав участь у П'ятому хрестовому поході. 1218 року активно сприяв відновленню укріплень Кесарії. 1219 року був при облозі та захопленні фортеці Дам'єтти.
У 1223 році рушив до Європи з метою дістати фінансову й військову допомогу, але марно. Повернувшись 1225 року до Акри, виявив зіткнення між госпітальєрами і тамплієрами, марно намагався примирити їх.
1226 року Костянтин Пайл викупив командорство Вірменія для свого сина Хетума I. До 1 березня 1228 року (втім висувається версія, що це сталося 1230 року) помер у Сидоні під час спорудження укріплень. Його наступником став Бертран де Тессі.